# Hjördis Nordin
Hjördis Margareta Nordin, po mężu Hallquist (ur. 2 sierpnia 1932 w Lund) – szwedzka gimnastyczka. Złota medalistka olimpijska z Helsinek.
Zawody w 1952 były jej jedynymi igrzyskami olimpijskimi. Wspólnie z koleżankami zwyciężyła w ćwiczeniach z przyborem. W 1950, także w drużynie, została mistrzynią świata.